# Немошкаленко Володимир Володимирович
Володимир Володимирович Немошкаленко (26 березня 1933, Сталінград — 25 червня 2002) — український вчений у галузі спектроскопії твердого тіла та електронної структури речовини, доктор фізико-математичних наук, професор, академік НАН України, директор Інституту металофізики НАН України, засновник наукової школи «Спектроскопії твердого тіла» в ІМФ НАНУ.

## Біографія
Народився 26 березня 1933 року в Сталінграді (нині Волгоград, Росія) в сім'ї військовослужбовця. У 1951 році із срібною медаллю закінчив середню школу № 8 Чернігові. У тому ж році вступив на інженерно-фізичний факультет Київського політехнічного інституту, який з відзнакою закінчив у 1956 році. Був направлений на роботу в Інститут металофізики АН України, де розпочав свою трудову діяльність 26 червня 1956 року.
У 1956–1959 роках — інженер, молодший науковий співробітник. У 1960–1963 роках — вчений секретар Відділення фізико-математичних наук. В 1961 році захистив кандидатську дисертацію, і в 1962 році був удостоєний наукового ступеня кандидата фізико-математичних наук. З 1963 року — завідувач лабораторією спектроскопії твердого тіла; заступник Головного вченого секретаря президії АН України.
У 1963–1967 роках — заступник начальника науково-організаційного відділу президії АН України.
З 1967 року — заступник директора з наукової роботи Інституту металофізики. У 1967–1971 роках — начальник науково-організаційного відділу президії АН України. 13 листопада 1970 року захистив докторську дисертацію. З 1971 року — завідувач відділом рентгеноспектральних досліджень Інституту металофізики. З 24 листопада 1971 року — професор за спеціальністю «Фізика твердого тіла». З 1973 року — перший заступник директора Інституту металофізики з наукової роботи. 27 грудня 1973 році став членом-кореспондентом АН УРСР; 1 квітня 1982 року обраний академіком АН УРСР. У 1989–2002 роках — директор Інституту маталофізики. Був членом КПРС.

Могила Володимира Немошкаленка

Жив у Києві на вулиці Челюскінців (нині Костьольна), 15, квартира 1. Помер 25 червня 2002 року. Похований в Києві на Байковому кладовищі (ділянка № 52а).

## Наукова і громадська діяльність
Дослідження присвячені фізиці твердого тіла і рентгенівської спектроскопії. Комплексне використання розвинених ним спектральних методів у поєднанні з широким застосуванням методів обчислювальної фізики істотно розвинуло уявлення про зонну структуру реальних твердих тіл, особливо перехідних металів, їхніх сплавів і з'єднань.
Одним з перших досліджував зміни в електронній структурі твердих тіл при переході кристал — аморфний стан, виявив відновлені форми титану і кремнію в місячному реголіті.
Співавтор відкриття неокислювальності ультрадисперсних форм простих речовин на поверхні космічних тіл.
Був головним редактором журналів «Металлофизика и новейшие технологии» і «Успехи физики металлов».

## Відзнаки
Лауреат:
- Премії АН УРСР імені К. Д. Синельникова (1977; за цикл робіт «Електронні властивості реальних металів і сплавів»)
- Лауреат Державної премії УРСР в галузі науки і техніки (1980 за дослідження елементарних збуджень у металах методами рентгенівської, мікроконтактної, тунельної, ультразвукової та магнітної спектроскопії);
- Державної премії СРСР (1985; за розробку методу фотоелектронної спектроскопії та його застосування в науці і техніці);
- Державної премії РРФСР в області, науки і техніки (1989; за розробку теорії, методів і приладів для рентгеноспектральних досліджень хімічного зв'язку);
- Лауреат Державної премії України в галузі науки і техніки (1992) за дослідження закономірностей утворення метастабільних аморфних і мікрокристалічних структур при загартуванню металевих сплавів з рідкого стану, які знайшли широке застосування при розробці сучасних технологій);
- Лауреат Державної премії України в галузі науки і техніки (2002)
- Премії НАН України імені М. П. Барабашова (1992; за цикл робіт «Фізико-хімічні особливості речовини з Місяця»);
- Премії НАН України імені Г. В. Курдюмова.

Нагороджений орденами «Знак Пошани» (1971), Трудового Червоного Прапора (1981), медалями «За доблесну працю в ознаменування 100-річчя з дня народження Володимира Ілліча Леніна» (1970), «В пам'ять 1500-річчя Києва» (1982), «Ветеран праці» (1984).
Нагороджений Почесною грамотою Президії Верховної Ради Української РСР (1983). Удостоєний Диплома Пошани ВДНГ УРСР «за успіхи в економічному і соціальному розвитку Української РСР» (1985). Заслужений діяч науки і техніки України (1991). Удостоєний звання Почесного Професора Національного технічного університету України.

## Вшанування пам'яті

меморіальна дошка

В Києві, на фасаді будівлі Інституту металофізики імені Г. В. Курдюмова НАН України, за адресою бульвар Академіка Вернадського, 36, де в 1956–2002 роках працював академік, йому встановлено бронзову меморіальну дошку (горельєф.)
Засновано серію міжнародних конференцій "Електронна структура та електронна спектроскопія" (ES&ES), першу з яких присвячено академіку В.В. Немошкаленку.